# 哈克角

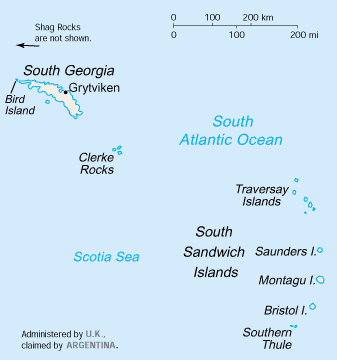

哈克角（英語：Harker Point），是南極洲的海岬，位於南桑威奇群島的布里斯托爾島南端，在1775年由詹姆斯·庫克率領的英國探險隊發現，現時由英國海外領土管轄。